# Canada aux Jeux olympiques de 1920
Le Canada a participé aux jeux Olympiques d'Été de 1920 à Anvers, Belgique. 52 participants, tous des hommes, ont pris part à 39 épreuves dans 9 sports. Ces jeux ont été marqués par l'introduction de sports d'hiver au programme olympique, alors que les Jeux ont eu lieu en avril 1920. Le Canada remporte sa première médaille d'or en hockey sur glace.

## Médaillés

### Or
- Falcons de Winnipeg (Robert Benson, Walter Byron, Frank Fredrickson, Chris Fridfinnson, Magnus Goodman, Haldor Halderson, Konrad Johannesson, Allan Woodman) ; Hockey sur Glace
- Tommy Thomson ; Athlétisme, 110 m Haies
- Bert Schneider ; Boxe, mi-moyens

### Argent
- Cliff Graham ; Boxe, Poids Coq
- Georges Prud'homme ; Boxe, poids moyen
- George Vernot ; Natation, 1500 m nage libre

### Bronze
- Clarence Newton ; Boxe, poids léger
- Moe Herscovitch ; Boxe, poids moyen
- George Vernot ; Natation, 400 m nage libre

## Sports aquatiques

### Plongeon
Un seul plongeur a représenté le Canada. Richard Flint participe à trois épreuves mais n'atteint pas les phases finales.
Résultats
| Plongeur      | Épreuve              | Demi-finales | Demi-finales | Demi-finales | Finale       | Finale       | Finale       |
| Plongeur      | Épreuve              | Points       | Score        | Rang         | Points       | Score        | Rang         |
| ------------- | -------------------- | ------------ | ------------ | ------------ | ------------ | ------------ | ------------ |
| Richard Flint | Tremplin 3 m         | 29           | 480,70       | 5            | Non qualifié | Non qualifié | Non qualifié |
| Richard Flint | Plateforme des 10 m  | 28           | 351,35       | 6            | Non qualifié | Non qualifié | Non qualifié |
| Richard Flint | Plongeon de haut vol | 34           | 126,0        | 7            | Non qualifié | Non qualifié | Non qualifié |

### Natation
Trois nageurs représentent le Canada. George Vernot gagne une médaille d'argent et une médaille de bronze.
| Nageur         | Épreuve      | Quarts de finale | Quarts de finale | Demi-finales  | Demi-finales | Finale        | Finale             |
| Nageur         | Épreuve      | Résultat         | Rang             | Résultat      | Rang         | Résultat      | Rang               |
| -------------- | ------------ | ---------------- | ---------------- | ------------- | ------------ | ------------- | ------------------ |
| Sidney Gooday  | 200 m brasse | Inconnu          | 5                | Non qualifié  | Non qualifié | Non qualifié  | Non qualifié       |
| Sidney Gooday  | 400 m brasse | Non fini         | Non fini         | Non qualifié  | Non qualifié | Non qualifié  | Non qualifié       |
| George Hodgson | 400 m libre  | 5 min 49 s 8     | 2 Q              | Inconnu       | 4            | Non qualifié  | Non qualifié       |
| George Hodgson | 1500 m libre | 24 min 36 s 6    | 2 Q              | Inconnu       | 5            | Non qualifié  | Non qualifié       |
| George Vernot  | 100 m libre  | 1 min 05 s 2     | 1 Q              | 1 min 05 s 8  | 3            | Non qualifié  | Non qualifié       |
| George Vernot  | 400 m libre  | 5 min 32 s 6     | 1 Q              | 5 min 27 s 8  | 1 Q          | 5 min 29 s 6  | Médaille de bronze |
| George Vernot  | 1500 m libre | 23 min 40 s 0    | 1 Q              | 22 min 59 s 4 | 1 Q          | 22 min 36 s 4 | Médaille d'argent  |

## Athlétisme
14 athlètes représentent le Canada. Earl Thomson remporte une médaille d'or en 110m haies.
| Athlète          | Épreuve       | Échauffements | Échauffements | Quarts de finale | Quarts de finale | Demi-finale   | Demi-finale  | Finale            | Finale        |
| Athlète          | Épreuve       | Résultats     | Rang          | Résultat         | Rang             | Résultat      | Rang         | Résultat          | Rang          |
| ---------------- | ------------- | ------------- | ------------- | ---------------- | ---------------- | ------------- | ------------ | ----------------- | ------------- |
| Cyril Coaffee    | 100 m         | Inconnu       | 3             | Non qualifié     | Non qualifié     | Non qualifié  | Non qualifié | Non qualifié      | Non qualifié  |
| Cyril Coaffee    | 200 m         | Inconnu       | 3             | Non qualifié     | Non qualifié     | Non qualifié  | Non qualifié | Non qualifié      | Non qualifié  |
| James Dellow     | Marathon      | N/A           | N/A           | N/A              | N/A              | N/A           | N/A          | 2 h 46 min 47 s 0 | 13            |
| Edward Freeman   | 3 km marche   | N/A           | N/A           | N/A              | N/A              | Inconnu       | 8            | Non qualifié      | Non qualifié  |
| Edward Freeman   | 10 km marche  | N/A           | N/A           | N/A              | N/A              | Disqualifié   | Disqualifié  | Non qualifié      | Non qualifié  |
| Edward Lawrence  | 1500 m        | N/A           | N/A           | N/A              | N/A              | 4 min 03 s 9  | 5            | Non qualifié      | Non qualifié  |
| Edward Lawrence  | 10000 m       | N/A           | N/A           | N/A              | N/A              | 33 min 08 s 5 | 6            | Non qualifié      | Non qualifié  |
| Georges Norman   | Marathon      | N/A           | N/A           | N/A              | N/A              | N/A           | N/A          | 2 h 58 min 01 s 0 | 22            |
| Alexandre Penton | 100 m         | 11 s 2        | 2 Q           | 11 s 4           | 5                | Non qualifié  | Non qualifié | Non qualifié      | Non qualifié  |
| Alexandre Penton | 200 m         | 22 s 9        | 2 Q           | 22 s 7           | 2 Q              | Unknown       | 4            | Non qualifié      | Non qualifié  |
| Hector Phillips  | 400 m         | 52 s 3        | 2 Q           | 51 s 5           | 5                | Non qualifié  | Non qualifié | Non qualifié      | Non qualifié  |
| Hector Phillips  | 800 m         | N/A           | N/A           | Unknown          | 8                | Non qualifié  | Non qualifié | Non qualifié      | Non qualifié  |
| Arthur Scholes   | Marathon      | N/A           | N/A           | N/A              | N/A              | N/A           | N/A          | 2 h 48 min 30 s 0 | 15            |
| Albert Smoke     | Marathon      | N/A           | N/A           | N/A              | N/A              | N/A           | N/A          | Non qualifié      | Non qualifié  |
| Tommy Thomson    | 110 m haies   | N/A           | N/A           | 15 s 4           | 2 Q              | 15 s 0        | 1 Q          | 14 s 8            | Médaille d'or |
| Thomas Towns     | 1500 m        | N/A           | N/A           | N/A              | N/A              | Inconnu       | 6            | Non qualifié      | Non qualifié  |
| Thomas Towns     | 5000 m        | N/A           | N/A           | N/A              | N/A              | Non qualifié  | Non qualifié | Non qualifié      | Non qualifié  |
| Thomas Towns     | Cross country | N/A           | N/A           | N/A              | N/A              | N/A           | N/A          | Inconnu           | 9             |

| Athlète          | Épreuve           | Qualifications | Qualifications | Finale       | Finale       |
| Athlète          | Épreuve           | Résultat       | Rang           | Résultat     | Rang         |
| ---------------- | ----------------- | -------------- | -------------- | ------------ | ------------ |
| John Cameron     | Lancer du marteau | Non noté       | 12             | Non qualifié | Non qualifié |
| William Kennedy  | Saut en hauteur   | Non noté       | 21             | Non qualifié | Non qualifié |
| Archie McDiarmid | Lancer du marteau | 44,66 m        | 9              | Non qualifié | Non qualifié |
| Archie McDiarmid | Lancer de poids   | 9,475 m        | 4              | 10,12 m      | 4            |

## Boxe
Huit boxeurs représentent le Canada. C'est la première fois que la pays participe dans cette discipline. Une médaille d'or, deux médailles de bronze et deux médailles d'argent sont remportées.
| Boxeur             | Classe de poids | 32e                   | 16e                             | Quarts de finale           | Demi-finale              | Finale / Match de la troisième place | Finale / Match de la troisième place |
| Boxeur             | Classe de poids | Opposition Score      | Opposition Score                | Opposition Score           | Opposition Score         | Opposition Score                     | Rank                                 |
| ------------------ | --------------- | --------------------- | ------------------------------- | -------------------------- | ------------------------ | ------------------------------------ | ------------------------------------ |
| Cliff Graham       | Coq             | N/A                   | Exempté                         | Henri Ricard (FRA) W       | Henri Hébrants (BEL) W   | Clarence Walker (RSA) L              | Médaille d'argent                    |
| Moe Herscovitch    | mi-lourd        | Exempté               | Paul Munting (NED) W            | William Bradley (RSA) W    | Harry Mallin (GBR) L     | Hjalmar Strømme (NOR) W              | Médaille de bronze                   |
| Clarence Newton    | léger           | N/A                   | Johan Jensen (DEN) W            | Johan Sæterhaug (NOR) W    | Gotfred Johansen (DEN) L | Richard Beland (RSA) W               | Médaille de bronze                   |
| Walter Newton      | mouche          | Exempté               | Nick Clausen (DEN) L            | Non qualifié               | Non qualifié             | Non qualifié                         | 9                                    |
| Georges Prud'homme | mi-lourd        | Exempté               | Antoine Masson (BEL) W          | Marcel Rey-Golliet (FRA) W | Hjalmar Strømme (NOR) W  | Harry Mallin (GBR) L                 | Médaille d'argent                    |
| William Rankin     | plume           | Wim Hesterman (NED) L | Non qualifié                    | Non qualifié               | Non qualifié             | Non qualifié                         | 16                                   |
| Bert Schneider     | welters         | Exempté               | Joseph Thomas (RSA) W           | Aage Steen (NOR) W         | Colberg (USA) W          | Ireland (GBR) W                      | Médaille d'or                        |
| Harry Turner       | mouche          | N/A                   | Jean-Baptiste Rampignon (FRA) L | Non qualifié               | Non qualifié             | Non qualifié                         | 9                                    |

## Cyclisme
Cinq cyclistes ont représenté le Canada dans les années 1920.

### Cyclisme sur route
| Cycliste                                                      | Épreuve                      | Final             | Final    |
| Cycliste                                                      | Épreuve                      | Résultat          | Rang     |
| ------------------------------------------------------------- | ---------------------------- | ----------------- | -------- |
| Harold Bounsell                                               | Contre-la-montre             | Non fini          | Non fini |
| Harry Martin                                                  | Contre-la-montre             | 5 h 30 min 16 s 2 | 38       |
| Herbert Macdonald                                             | Contre-la-montre             | 5 h 20 min 34 s 6 | 31       |
| Norman Webster                                                | Contre-la-montre             | Non fini          | Non fini |
| Harold Bounsell Harry Martin Herbert Macdonald Norman Webster | Contre la montre par équipes | Non fini          | Non fini |

| Cycliste                                                        | Épreuve              | Échauffement | Échauffement | Quarts de finale | Quarts de finale | Repêchage demi-finale | Repêchage demi-finale | Finale de repêchage | Finale de repêchage | Demi-finales | Demi-finales | Final           | Final           |
| Cycliste                                                        | Épreuve              | Résultat     | Rang         | Résultat         | Rang             | Résultat              | Rang                  | Résultat            | Rang                | Résultat     | Rang         | Résultat        | Rang            |
| --------------------------------------------------------------- | -------------------- | ------------ | ------------ | ---------------- | ---------------- | --------------------- | --------------------- | ------------------- | ------------------- | ------------ | ------------ | --------------- | --------------- |
| Harold Bounsell                                                 | Sprint               | Inconnu      | 2 Q          | Inconnu          | 2 R              | 13 s 4                | 1 Q                   | Inconnu             | 2                   | N'avance pas | N'avance pas | N'avance pas    | N'avance pas    |
| Harold Bounsell                                                 | 50 km                | N/A          | N/A          | N/A              | N/A              | N/A                   | N/A                   | N/A                 | N/A                 | N/A          | N/A          | N'a pas fini de | N'a pas fini de |
| Herbert Macdonald                                               | Sprint               | Inconnu      | 4            | N'avance pas     | N'avance pas     | N'avance pas          | N'avance pas          | N'avance pas        | N'avance pas        | N'avance pas | N'avance pas | N'avance pas    | N'avance pas    |
| Herbert Macdonald                                               | 50 km                | N/A          | N/A          | N/A              | N/A              | N/A                   | N/A                   | N/A                 | N/A                 | N/A          | N/A          | Inconnu         | 5               |
| William Taylor                                                  | Sprint               | Inconnu      | 3            | N'avance pas     | N'avance pas     | N'avance pas          | N'avance pas          | N'avance pas        | N'avance pas        | N'avance pas | N'avance pas | N'avance pas    | N'avance pas    |
| William Taylor                                                  | 50 km                | N/A          | N/A          | N/A              | N/A              | N/A                   | N/A                   | N/A                 | N/A                 | N/A          | N/A          | N'a pas fini de | N'a pas fini de |
| Norman Webster                                                  | Sprint               | Inconnu      | 2 Q          | Inconnu          | 3 R              | Inconnu               | 3                     | N'avance pas        | N'avance pas        | N'avance pas | N'avance pas | N'avance pas    | N'avance pas    |
| Norman Webster                                                  | 50 km                | N/A          | N/A          | N/A              | N/A              | N/A                   | N/A                   | N/A                 | N/A                 | N/A          | N/A          | N'a pas fini de | N'a pas fini de |
| Harold Bounsell Herbert Macdonald William Taylor Norman Webster | Poursuite par équipe | N/A          | N/A          | Inconnu          | 2                | N/A                   | N/A                   | N/A                 | N/A                 | N'avance pas | N'avance pas | N'avance pas    | N'avance pas    |

## Hockey sur glace
C'est la première participation du Canada en hockey sur glace. L'équipe gagne la médaille d'or, marquant 29 buts et n'en recevant qu'un seul.
Quarts de finale
| 24 April 1920 | Canada | - | Tchécoslovaquie | Palais de glace d'Anvers |

| Feuille de match | Feuille de match | Feuille de match | Feuille de match | Feuille de match |
| ---------------- | ---------------- | ---------------- | ---------------- | ---------------- |
|                  | 15               |                  | 0                |                  |
|                  |                  |                  |                  |                  |
|                  |                  |                  |                  |                  |
|                  |                  |                  |                  |                  |

Demi-finales
| 25 avril 1920 | Canada | - | États-Unis | Palais de glaces d'Anvers |

| Feuille de match | Feuille de match | Feuille de match | Feuille de match | Feuille de match |
| ---------------- | ---------------- | ---------------- | ---------------- | ---------------- |
|                  | 2                |                  | 0                |                  |
|                  |                  |                  |                  |                  |
|                  |                  |                  |                  |                  |
|                  |                  |                  |                  |                  |

Final
| 26 avril 1920 | Canada | - | Suède | Palais de glaces d'Anvers |

| Feuille de match | Feuille de match | Feuille de match | Feuille de match | Feuille de match |
| ---------------- | ---------------- | ---------------- | ---------------- | ---------------- |
|                  | 12               |                  | 1                |                  |
|                  |                  |                  |                  |                  |
|                  |                  |                  |                  |                  |
|                  |                  |                  |                  |                  |

Classement Final
 Or

## Aviron
Cinq rameurs représentent le Canada.
| Rameurs                                                | Barreur     | Épreuve             | Quarts de finale | Quarts de finale | Demi-finales | Demi-finales | Final        | Final        |
| Rameurs                                                | Barreur     | Épreuve             | Résultat         | Rang             | Résultat     | Rang         | Résultat     | Rang         |
| ------------------------------------------------------ | ----------- | ------------------- | ---------------- | ---------------- | ------------ | ------------ | ------------ | ------------ |
| Harold Harcourt Robert Hay Strathy Foin Larry Landreau | Art Everett | Quatre avec barreur | N/A              | N/A              | 7 min 18 s 0 | 3            | Non qualifié | Non qualifié |

## Tir
Sept tireurs représentent le Canada.
| Tireur                                                                                     | Épreuve                     | Final    | Final   |
| Tireur                                                                                     | Épreuve                     | Résultat | Rang    |
| ------------------------------------------------------------------------------------------ | --------------------------- | -------- | ------- |
| George Beattie                                                                             | ball trap                   | 73       | Inconnu |
| Jean Noir                                                                                  | ball trap                   | 52       | Inconnu |
| William Hamilton                                                                           | ball trap                   | 82       | 11      |
| Robert Montgomery                                                                          | ball trap                   | 86       | 6       |
| Samuel Vance                                                                               | ball trap                   | 71       | Inconnu |
| George Beattie William Hamilton William McLaren Robert Montgomery Vrai Oliver Samuel Vance | Pigeons d'argile par équipe | 474      | 5       |

## Lutte
Un seul lutteur concourt pour le Canada en 1920. C'est la première apparition du pays dans ce sport.

### Lutte libre
| Lutteur     | Épreuve            | 32è                       | 16è          | Quarts de finale | Demi-finales | Finales / match Bronze | Rang |
| ----------- | ------------------ | ------------------------- | ------------ | ---------------- | ------------ | ---------------------- | ---- |
| Frank Locon | Freestyle mi-lourd | Charley Johnson (USA) (L) | Non qualifié | Non qualifié     | Non qualifié | Non qualifié           | 17   |